# Паттон-Вілледж (Каліфорнія)
Паттон-Вілледж (англ. Patton Village) — переписна місцевість (CDP) в США, в окрузі Лассен штату Каліфорнія. Населення — 632 особи (2020).

## Географія
Паттон-Вілледж розташований за координатами 40°8′24″ пн. ш. 120°10′40″ зх. д. / 40.14000° пн. ш. 120.17778° зх. д. (40.140133, -120.177784).  За даними Бюро перепису населення США в 2010 році переписна місцевість мала площу 8,60 км², уся площа — суходіл.

## Демографія
Згідно з переписом 2010 року, у переписній місцевості мешкали 702 особи в 289 домогосподарствах у складі 200 родин. Густота населення становила 82 особи/км².  Було 345 помешкань (40/км²).
Расовий склад населення:
| - 78,6 % — білих - 6,8 % — чорних або афроамериканців - 3,8 % — корінних американців - 0,7 % — вихідців з тихоокеанських островів - 0,6 % — азіатів - 2,6 % — осіб інших рас |

До двох чи більше рас належало 6,8 %. Частка іспаномовних становила 8,8 % від усіх жителів.
За віковим діапазоном населення розподілялося таким чином: 21,9 % — особи молодші 18 років, 60,9 % — особи у віці 18—64 років, 17,2 % — особи у віці 65 років та старші. Медіана віку мешканця становила 44,3 року. На 100 осіб жіночої статі у переписній місцевості припадало 97,7 чоловіків;  на 100 жінок у віці від 18 років та старших — 95,7 чоловіків також старших 18 років.
Середній дохід на одне домашнє господарство  становив 44 053 долари США (медіана — 47 112), а середній дохід на одну сім'ю — 50 837 доларів (медіана — 48 317). Медіана доходів становила 45 074 долари для чоловіків та 45 741 долар для жінок. За межею бідності перебувало 2,8 % осіб, у тому числі 0,0 % дітей у віці до 18 років та 5,1 % осіб у віці 65 років та старших.
Цивільне працевлаштоване населення становило 219 осіб. Основні галузі зайнятості: публічна адміністрація — 69,9 %, освіта, охорона здоров'я та соціальна допомога — 14,2 %, фінанси, страхування та нерухомість — 5,5 %, мистецтво, розваги та відпочинок — 5,0 %.